# Obdulio Trasante
Obdulio Trasante (Juan Lacaze, 20 aprile 1960) è un ex calciatore uruguaiano, di ruolo difensore.

## Carriera

### Club
Ha giocato nella massima serie dei campionati uruguaiano, colombiano e brasiliano.

### Nazionale
Con la Nazionale uruguaiana ha vinto la Copa América 1987.

## Palmarès

### Club

#### Competizioni nazionali
- Campionato uruguaiano: 3

Central Español: 1984
Peñarol: 1985, 1986

### Nazionale
- Coppa America: 1

1987

### Individuale
- Equipo Ideal de América: 1

1987